# Acanthoceto acupictus
Acanthoceto acupictus là một loài nhện trong họ Anyphaenidae. 
Loài này thuộc chi Acanthoceto. Acanthoceto acupictus được Lodovico di Caporiacco miêu tả năm 1849.